# Trevor Pinnock

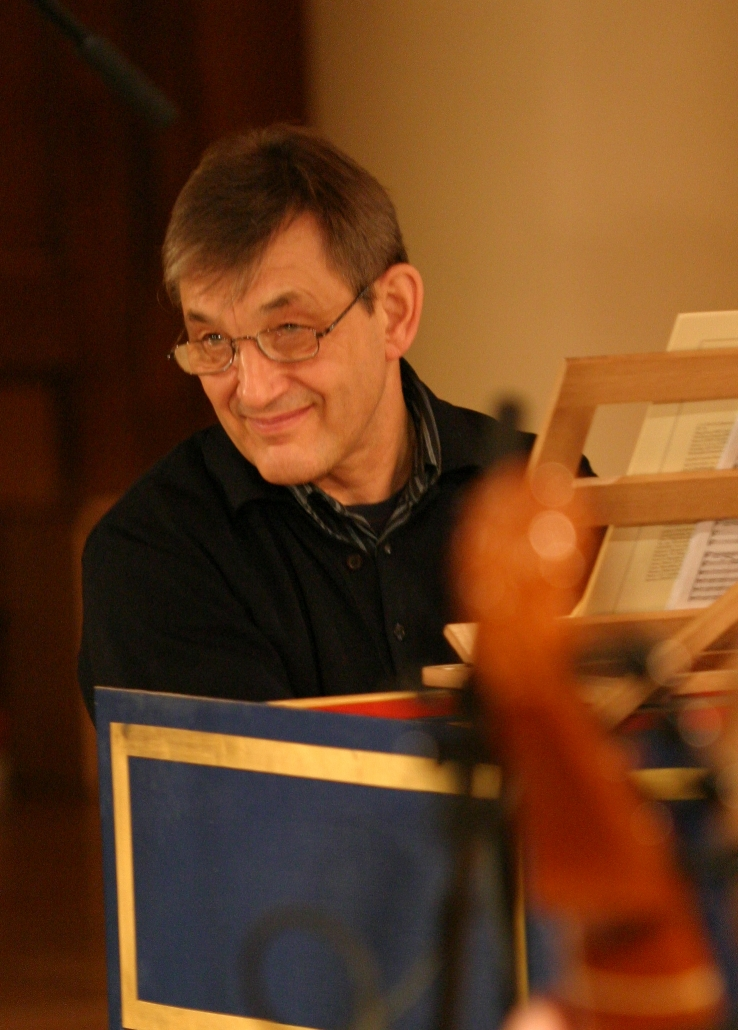
Trevor Pinnock in december 2006

Trevor David Pinnock CBE (Canterbury, 16 december 1946) is een Engels klavecinist en dirigent.
In 1973 richtte hij The English Concert op, een ensemble dat zich specialiseerde in het uitvoeren van barokmuziek, en later ook wel van vroegklassieke muziek. Hij koos daarbij voor interpretaties die gebaseerd waren op de "authentieke" uitvoeringspraktijk. 
- Bibsys: 98049631
- Biblioteca Nacional de España: XX875202
- Bibliothèque nationale de France: cb138985066 (data)
- Gemeinsame Normdatei: 123962927
- International Standard Name Identifier: 0000 0001 1443 908X
- Library of Congress Control Number: n78093900
- Nationale Bibliotheek van Letland: 000107383
- MusicBrainz: 66d97594-15fd-49b9-8359-0c014dbe8719
- Nationale Bibliotheek van Tsjechië: mzk2006353942
- Nationale bibliotheek van Australië: 35688147
- Nationale Bibliotheek van Israël: 987007461581605171
- Nationale en Universitaire bibliotheek Zagreb: 000612478
- Nederlandse Thesaurus van Auteursnamen: 069395837
- Réseau des bibliothèques de Suisse occidentale: 02-A003695918
- SNAC: w6w38gz9
- Système universitaire de documentation: 077720180
- Trove: 1043206
- Virtual International Authority File: 51876317
- WorldCat: E39PBJvmGp4RMWbH6DcyV6gR8C